# Clostridiaceae
A Clostridiaceae a baktériumok Firmicutes törzsében a rendkívül változatos Clostridia osztály névadó Clostridiales rendjének névadó családja.
A filogenetikailag és élettanilag is szerteágazó csoport képviselői között:
- endospórás és spórátlan fajok, illetve nemzetségek;

- anaerob spórás, termofil  és cellulózbontó;

- Gram-pozitív és Gram-negatív taxonok

egyaránt előfordulnak; ezeket az egyes rendszertanászok különböző módokon csoportosítják. Többségük spórátlan és anaerob baktérium, de előfordulnak levegőtűrő, sőt, aerob fajok is. Érdekességek azok az álaerob fajok, amelyek látszólag oxidatív környezetben élnek, de közvetlen élőhelyük mikrovzsgálatával kiderül, hogy az mégis oxigénmentes.
A spórás fajok spórái rendkívül tűrőképesek: túlélik az oxigén hatását, a kiszáradást és a nagy hőmérsékletet, majd kedvező feltételek közt, alkalmas tápanyagok jelenlétében, kicsíráznak és elszaporodnak.
A család legnevezetesebb nemzetsége a névadó Clostridium, ugyanis ennek több faja különböző állatok tápcsatornájában él. Valamennyi faj méreganyagokat termel; különféle betegségeket okoznak.
Egy ideig egyértelműen ide sorolták a jelenleg (2010) vitatott rendszertani helyzetű Epulopiscium nemzetséget, a világ legnagyobb prokariótáival.
Anyagcseréjük négy fő típusként vannak köztük:
- szénhidrátbontók (szacharolítikusak),

- fehérjebontók (proteolitikusak),

- szénhidrát- és fehérjebontók, valamint

- úgynevezett „különleges, specializált tápanyag-hasznosítók” (ezeket leginkább „egyéb” kategóriának tekinthetjük).

1. A szénhidrátbontók hexóz- és pentózcukrokat, illetve poliszacharidokat egyaránt felhasználnak. Utóbbiakat — köztük az összetett, ellenálló polimereket (cellulózt, kitint) is — extracelluláris enzimekkel hidrolizálják.
2. A proteolitikus (fehérjebontó) fajok a fehérjéket proteázokkal bontják le és az aminosavakat hasznosítják. Jellegzetes tulajdonságuk az aminosavak erjesztése (egyenként vagy párokban). 
3. Jellemző rájuk a lebontó anyagcsere vajsavas erjedés típusa, a glikolízis egyik változata. A piroszőlősav részben közvetlenül szén-dioxidra és hidrogénre hasad, részben ecetsavvá alakul és egy másik acetilcsoporttal kondenzálva jellegzetes végtermékévé, a vajsavvá redukálódik. A vajsav mellett sok faj változatos arányban ecetsavat, tejsavat, hangyasavat, etanolt is termel — ezek akár főtermékek is lehetnek. Egyes fajok propionsavat, illetve kapronsavat állítanak elő. A főként savas erjedés közben sok fajnál megnő a neutrális végtermékek:
- butanol,

- etanol,
- aceton,

- izopropanol

aránya. Az erjedés megfelelő törzsekkel iparilag is hasznosítható butanol és aceton termelésére. Az eljárásokat az teszi gazdaságossá, hogy a keményítő- és pektinbontó klosztridiumok (pl. Clostridium acetobutylicum) mezőgazdasági hulladékon is jól szaporíthatók.
4. A „különleges tápanyagok” lehetnek:
- aromás vegyületek,
- purinok,

- szerves savak és

- alkoholok.